# Batalla de Rueda
La batalla de Rueda también llamada batalla de Roa o batalla de Roda fue un supuesto enfrentamiento militar librado entre las fuerzas del Califato de Córdoba lideradas por el hayib Abu ʿAmir Muhammad (Almanzor) y una coalición cristiana formada por el Reino de León, el Condado de Castilla y el Reino de Pamplona en el año 981, 983 o 984. Terminó con una decisiva victoria musulmana sobre tres princeps cristianos.

## Ubicación
Debido a la dificultad para interpretar correctamente las distintas crónicas, los historiadores debaten aún sobre el emplazamiento donde sucedió. Según Reinhart Dozy el enfrentamiento tuvo lugar en Rueda (Valladolid), pero en esos tiempos sería apenas una aldea. Según José María Ruiz Asencio, se libró en Roa (Burgos), una fortaleza repoblada en 912.
Otro libro descarta absolutamente que la supuesta batalla se librara en la localidad vallisoletana de Rueda. De hecho, es posible que la localidad ni siquiera existiera en aquella época.

## Antecedentes
También existen dificultades para interpretar correctamente las fechas y el curso de acontecimientos que llevaron al enfrentamiento. 
Desde 978 gobernaba de facto el califato un triunvirato formado por el cadí de Medinaceli, el exitoso general Galib; el chambelán del califa Hisham II, Abu Amir Muhammad (Almanzor); y la madre del joven califa, la vascona Subh. Sin embargo, las malas relaciones entre el anciano general y el chambelán provocaron una guerra civil. Galib reunió a sus leales tropas y procuró el apoyo del Condado de Castilla y el Reino de Pamplona, mientras Abu Amir convocaba a sus partidarios y contingentes de mercenarios bereberes. El encuentro decisivo se dio en Torrevicente, un 9 de julio de 981. Galib resultó muerto y sus seguidores se dispersaron o se pasaron al bando enemigo. Tras esa victoria, el chambelán asumió el título de al-Manṣūr, «el Victorioso», cuya castellanización, «Almanzor», será el nombre con el que sería recordado. Dicha acción sería recordada como la «campaña de la victoria».
Para castigar a los estados cristianos por su apoyo a Galib, Almanzor emprendió una serie de aceifas. La primera se inició el 24 de agosto y produjo el saqueo de Zamora. El dictador volvió a Córdoba cargado de botín y esclavos el 17 de septiembre. Una segunda expedición atacaría el moderno Portugal, llegando hasta Trancoso, villa que también resultó devastada, y Viseo (29 de octubre-22 de noviembre). Al año siguiente, 982, se producirá la «campaña de las tres naciones», que asoló las tierras de castellanos, leoneses y navarros (1 de junio-4 de agosto).
En 983 Almanzor lanza una nueva aceifa, esta vez contra Simancas, estratégica fortaleza en poder leonés desde la batalla homónima de 939. La expedición comienza el 16 de junio de ese año y finalizada con el retorno del hayib a la capital el 17 de julio. El asedio de la fortaleza duró un solo día, resultando el grueso de la guarnición y la población masacradas. Según las crónicas musulmanas 17 000 mujeres fueron tomadas cautivas para ser vendidas como esclavas en Córdoba.

## La batalla
Según algunos historiadores, la batalla de Rueda se producirá inmediatamente después de la destrucción de Zamora, en julio de 981. Otros eruditos, en cambio, dicen que el combate se libró recién en julio de 983, como reacción a la destrucción de Simancas. Una tercera interpretación es exactamente la contraria a la anterior. Los aliados cristianos, en vez de luchar en Rueda como reacción a la destrucción de Simancas, habrían combatido en un intento de detener el avance del chambelán por el Pisuerga y salvar la estratégica fortaleza. Es decir, probablemente ocurrió poco antes o poco después de la toma de Simancas, evento que jamás se ha puesto en duda. Algunos también aceptan la posibilidad que pudieron suceder dos batallas en el mismo lugar: Roda.
Siguiendo la segunda interpretación, Ruiz Asencio dice que después de tomar Simancas Almanzor se dedicó a arrasar las tierras del río Duero alrededor de la villa fortificada de Roa. En esos momentos llegaron las huestes del rey navarro Sancho Garcés II y el conde García Fernández, quizás con la intención de auxiliar Simancas, pero no habrían llegado a tiempo. Finalmente se sumaron al ejército del rey leonés, el joven Ramiro III, y decidieron no encerrarse en la plaza sino que presentar batalla campal. Las crónicas dicen poco sobre el combate, pero se sabe que el ejército musulmán era muy superior en número y al parecer simplemente desbordó a los cristianos, que se dieron a la fuga como pudieron.
Tras la victoria Almanzor avanzó contra León, capital del reino, pero Ramiro III salió a su encuentro. El rey cristiano rechazo el primer ataque de los soldados musulmanes, pero estos tenían más miedo a la furia de su comandante que a sus enemigos, así que volvieron a la carga y llegaron a las puertas de la ciudad, sin embargo, una tormenta invernal los obligó a volver a Córdoba.

## Consecuencias

Mapa de los distintos reinos en la península ibérica sobre el año 1000 d. C.

El rey pamplonés y su hijo, García Sánchez, terminaron por someterse a los designios del dictador del Califato.  Incluso se presentará en Córdoba para arrodillarse ante él y entregarle a una de sus hijas como esposa que será madre de Abd al-Rahman Ibn Sanchul. Sin embargo, esto no impedirá a Almanzor a lanzar una aceifa contra su reino en 992.
Las continuas derrotas que se venían desde 977 debilitaron la posición del rey leonés, especialmente entre los nobles gallegos y portugueses, los más afectados por las aceifas cordobesas contra el reino. Estos acabarían por rebelarse a favor del pretendiente Vermudo Ordóñez, hijo de Ordoño III con Urraca Fernández y nieto de Ramiro II y Fernán González, en 981. Para coronarlo en Santiago de Compostela el 15 de octubre de 982. Se desataba una guerra civil con Portugal y Galicia a favor de Bermudo II y el resto de reino de León respaldando a Ramiro III. En el invierno de 982–983 Ramiro III lanzó una ofensiva contra su rival, produciéndose una sangrienta batalla en Portela de Arenas o Areas, cerca de Monterroso (Lugo), que acabó sin claro vencedor. A pesar de ello, la posición de Bermudo II consiguió consolidarse, estableciendo su corte en Galicia y empezando a cosechar un triunfo tras otro mientras Ramiro se refugiaba en León y era lentamente abandonado por sus aliados. Finalmente, la capital leonesa fue tomada por los seguidores de Bermudo, Ramiro se refugiaba en Astorga, donde moriría el 26 de junio de 985. Tradicionalmente se ha fechado «que Vermudo II ocupó León entre el 15 de marzo y el 24 de abril de 984, cuando en verdad este hecho no debió ocurrir, como muy pronto, hasta el 6 de mayo de 985». De cualquier modo, la guerra civil había concluido. 
Clave en la victoria de Bermudo fue el apoyo de Almanzor. El dictador le proveyó de dinero, armas y soldados a cambio de su vasallaje. Mientras Ramiro presentaba una actitud hostil contra Córdoba, recibiendo numerosas embestidas contra sus territorios.  Apenas volvió de Portilla de Arenas se encontró con la mencionada ofensiva sobre Simancas, a la que se sumaron ese mismo año dos aceifas contra Salamanca y Sacramenia. Así Almanzor conseguía desmantelar la repoblación cristiana en la línea del Duero y someter a tributo a León, porque acabada la guerra civil la mayoría de sus tropas siguieron en territorio leonés, garantizando la posición de Bermudo pero también su fidelidad.
Con León sometido Almanzor puso su atención en el Condado de Barcelona, un aliado suyo pero también una presa rica y vulnerable, y en el condado de Castilla, que seguiría sin someterse hasta el año 995, cuando muera García Fernández.  Ya no habrá más coaliciones cristianas ni batallas campales para los ejércitos califales hasta Peña Cervera en el año 1000.

## Controversia
La misma existencia de esta batalla está puesta en duda. Parte del hecho contrastado de que hubo un ataque de Almanzor contra Simancas en el año 983 en el que tomó múltiples prisioneros. Sin embargo aquí empiezan los problemas, puesto que algunos autores proponen que esta batalla sucedió antes que la toma de Simancas en 983, y otros que fue posterior. Al parecer el historiador Reinhart Dozy tomó la información de otro historiador (Cronicón de Cardeña I de Enrique Flórez en 1767) que a su vez lo había tomado de otro historiador (Antigüedades de España II de Francisco de Berganza en 1721). Al parecer hubo varios errores de transcripción (Roa/Roda) y hubo un error con una fecha de la batalla librada en Rueda de Jalón (Zaragoza) en 1084, Como el siguiente copista, que desconocía el error, tenía delante de él un acontecimiento supuestamente del año 984 decidió "pegarlo" junto con la noticial real del ataque de las huestes de Almanzor a Simancas. De hecho, resulta sorprendente que sólo una obra recoja la supuesta existencia de esta batalla y ninguna otra fuente histórica, cristiana o musulmana lo haga. Por si fuera poco, esa misma obra no recoge la existencia de la batalla de Rueda de Jalón de 1084 (que en realidad sucedió en 1083) lo que aumenta las posibilidades de que fuera una confusión.